# Пять колец Москвы

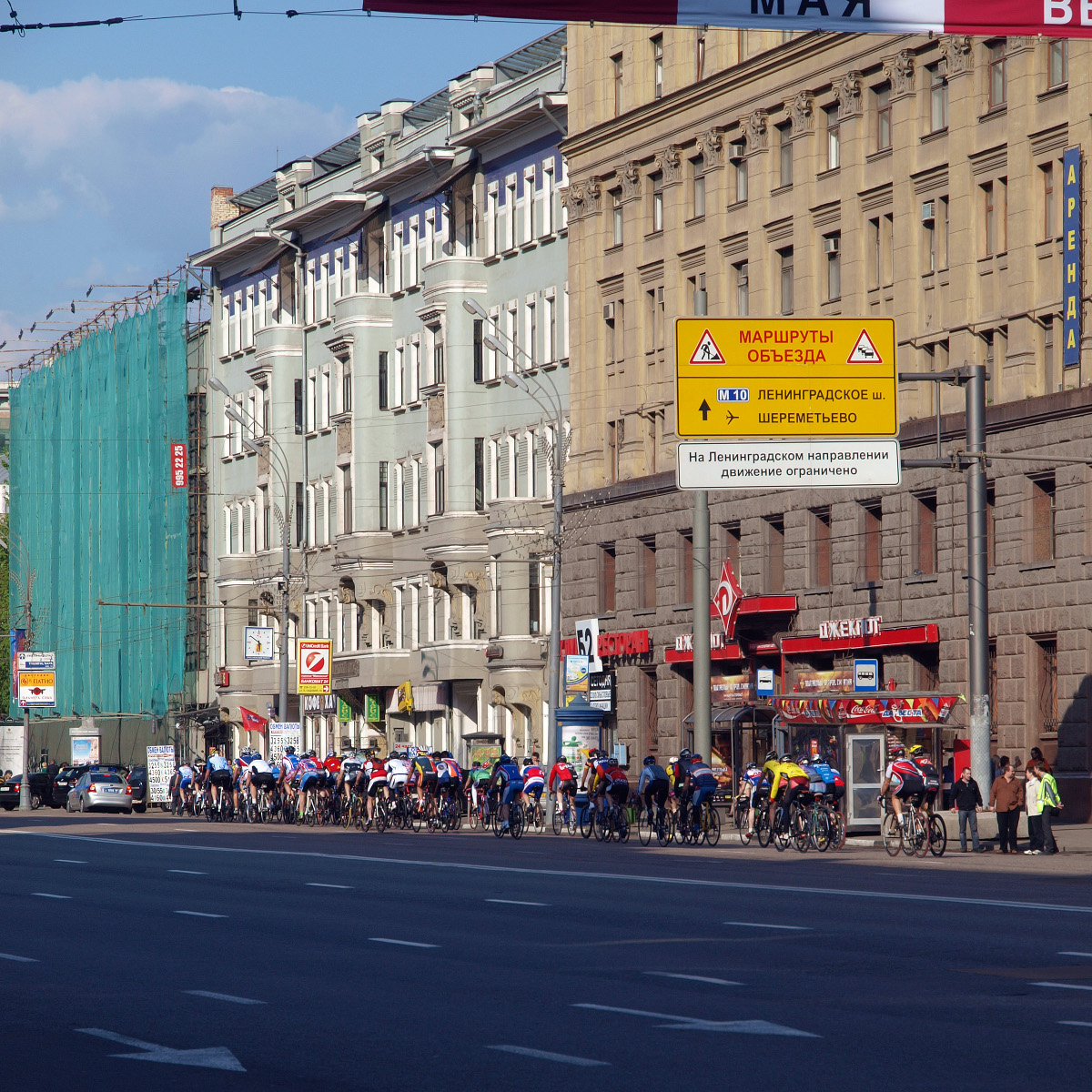
Велогонщики на Садовом кольце (2009)

Пять колец Москвы — ежегодная многодневная шоссейная велогонка, проходящая в Москве в начале мая. Считается преемницей велогонки по Садовому кольцу, впервые прошедшей в 1920 году победителем которой стал Григорий Козлов. В 1993 году гонка стала международной, в данный момент входит в многодневки второй категории (класс 2.2) UCI Europe Tour.
Как ясно из названия, маршруты всех этапов гонки представляют собой кольца. В разные годы это были: кольцо вокруг Кремля («Кремлёвское кольцо»), кольцо олимпийской трассы в Крылатском («Крылатское кольцо»), Садовое кольцо, кольцо на Воробьёвых горах («Воробьёвское кольцо»), кольцо по Лужнецкой набережной («Лужнецкое кольцо»).
Первый этап — пролог, индивидуальная гонка с раздельным стартом. Остальные этапы — групповые гонки с массовым стартом. Последний этап — «Садовое кольцо», традиционно проводится 9 мая, в День Победы.
По аналогии с «Тур де Франс» и прочими крупными гонками, на «Пяти кольцах» вручаются цветные майки: жёлтая — майка лидера, фиолетовая — майка самого стабильного гонщика и т. д.
В 2016 году гонка не проводилась. В 2017 гонка вернулась уже без классического этапа по Садовому кольцу.

## Призёры
| Год  | Победитель          | Второй            | Третий              |
| ---- | ------------------- | ----------------- | ------------------- |
| 1993 | Юрий Амельхин       |                   |                     |
| 1994 | Александр Зайцев    |                   |                     |
| 1995 | Сергей Кузнецов     |                   |                     |
| 1996 | Роман Фадеев        |                   |                     |
| 1997 | Олег Гришкин        |                   |                     |
| 1998 | Дмитрий Галкин      |                   |                     |
| 1999 | Сергей Куденцов     |                   |                     |
| 2000 | Дмитрий Горбачёв    |                   |                     |
| 2001 | Иван Теренин        |                   |                     |
| 2002 | Андрей Пчёлкин      | Иван Теренин      | Михаил Михеев       |
| 2003 | Андрей Пчёлкин      | Евгений Соколов   | Сергей Полухин      |
| 2004 | Иван Теренин        |                   |                     |
| 2005 | Эдуард Ворганов     | Владислав Борисов | Евгений Соколов     |
| 2006 | Александр Хатунцев  | Денис Костюк      | Александр Кучинский |
| 2007 | Александр Кучинский | Сергей Фирсанов   | Александр Миронов   |
| 2008 | Денис Галимзянов    | Александр Миронов | Дмитрий Кривцов     |
| 2009 | Тимофей Крицкий     | Андреас Шиллингер | Дирк Мюллер         |
| 2010 | Сергей Фирсанов     | Сергей Рудасков   | Виталий Попков      |
| 2011 | Сергей Фирсанов     | Иван Стевич       | Гриша Янорошке      |
| 2012 | Игорь Боев          | Иван Стевич       | Дирк Мюллер         |
| 2013 | Максим Разумов      | Денис Костюк      | Сергей Климов       |
| 2014 | Андрей Соломенников | Сергей Лагутин    | Александр Поливода  |
| 2015 | Александр Поливода  | Андрей Хрипта     | Андрей Соломенников |
| 2017 | Юрий Трофимов       | Владислав Дуюнов  | Евгений Коберняк    |
| 2018 | Андрей Простокишин  | Кирилл Поздняков  | Артур Ершов         |
| 2019 | Евгений Соболь      | Глеб Кугаевский   | Владислав Дуюнов    |
| 2021 | Игорь Фролов        | Роман Майкин      | Дмитрий Пузанов     |
| 2022 | Андрей Степанов     | Евгений Тихонин   | Пётр Рикунов        |
| 2023 | Пётр Рикунов        | Илья Щегольков    | Евгений Королёк     |
| 2024 | Лев Гонов           | Иван Смирнов      | Илья Щегольков      |
| 2025 | Евгений Королёк     | Вадим Гречишкин   | Савва Новиков       |